# 효릉 (명)
명효릉(중국어 정체자: 明孝陵, 병음: Míng Xiào Líng)은 중국 난징시 쉬안우구에 있는 자금산(紫金山) 남쪽 기슭에 위치한 명나라 태조 홍무제 주원장 황후의 능묘이다. 명효릉은 베이징에 있는 명십삼릉과 함께 2003년 세계문화유산으로 지정되었다.

## 개요
이 능묘는 장산사(藏山寺)라고 불렀던 영곡사(靈谷寺)를 이전하고 그 땅에 조성되었다. 조영하는데 25년의 세월이 소요되었다.
1961년에 중화인민공화국 국무원에 의해 ‘전국중점문물보호단위’로 지정되었다. 2003년에 세계유산 ‘명청 왕조의 황제 무덤군’(2000년 등록)에 추가하는 형태로 등록되었다. 방성의 북쪽에 있는 보정(寶城)의 지하에는 주원장의 마황후가 잠들어 있는 지하궁전 ‘현궁’이 있다. 그러나 지하궁전은 미발굴로 인해 많은 수수께끼가 남아있다.
주변에는 신도, 매화산, 홍루운문원, 해저세계, 정림산장, 자하호가 명나라를 중심으로 한 관광지군이 ‘명효릉경구’(明孝陵景区)로 지정되어 있다. 세계유산에 등록되어 있지만, 외국인 관광객은 적다. 그러나 많은 중국 각지에서 단체 관광객이 찾아온다. 주원장이 묻혀있는 보정(寶頂)에 오를 수 있다. 2월에는 근처 매화산 매화가 절정에 이를 때 관광 이벤트가 진행되고 있다. 매화산에는 삼국지 오나라의 손권의 무덤도 있다. 명효릉 주변에는 중산릉과 영곡사 등의 관광 명소가 되는 난징의 주요 관광지가 있다.

## 같이 보기
- 명십삼릉

## 갤러리

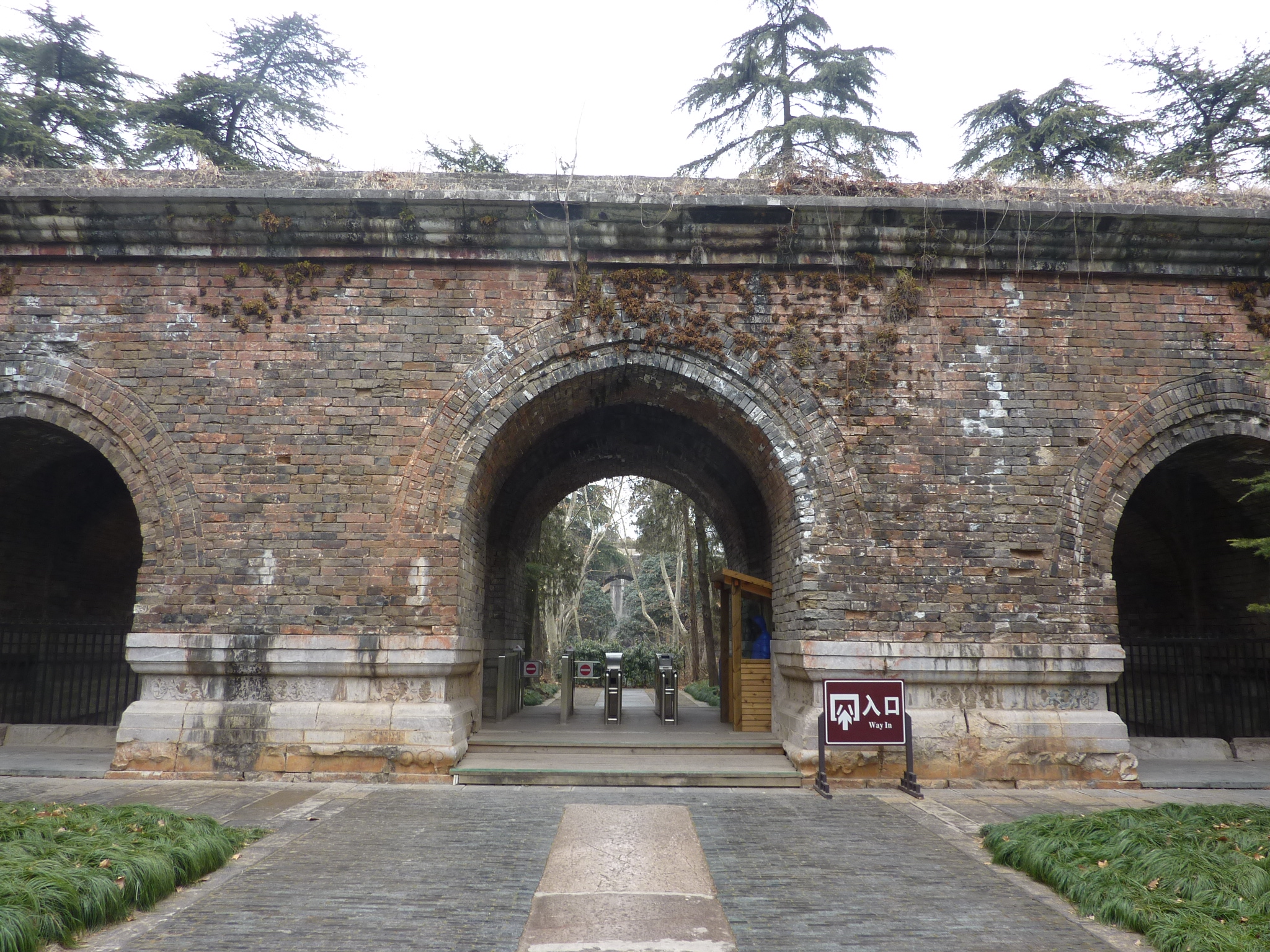
명효릉의 입구
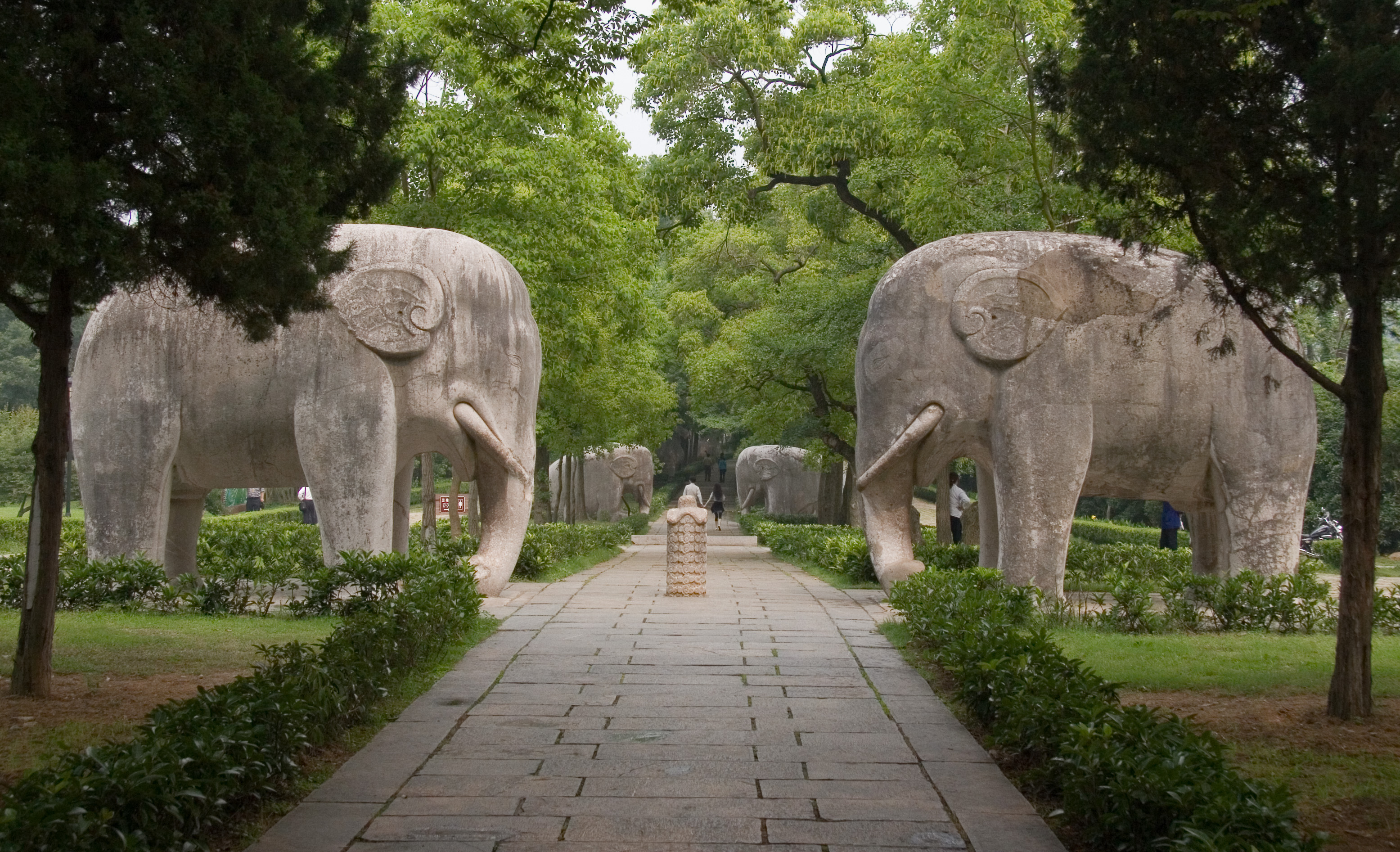
석상로, 石像路
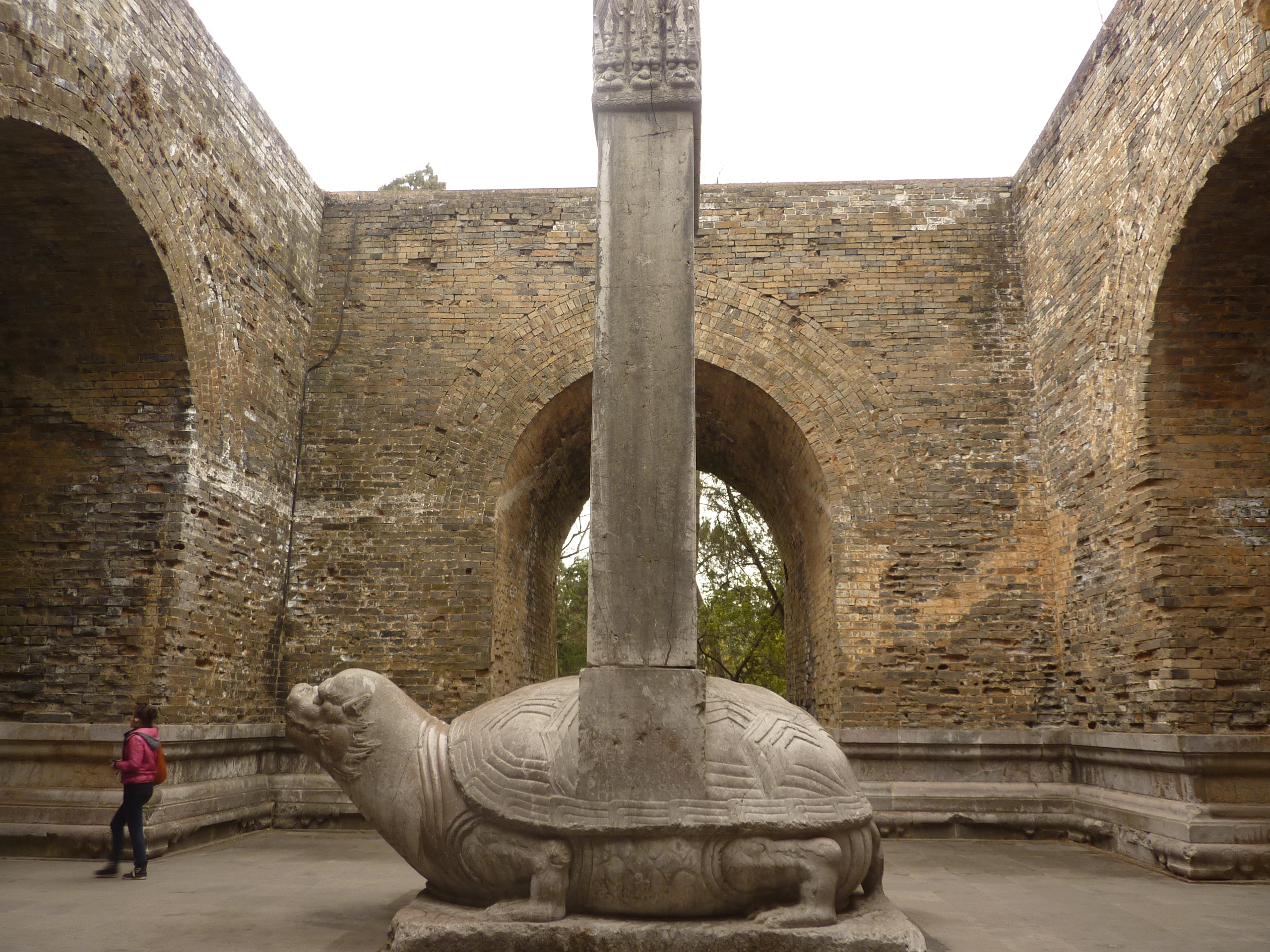
방성의 비석
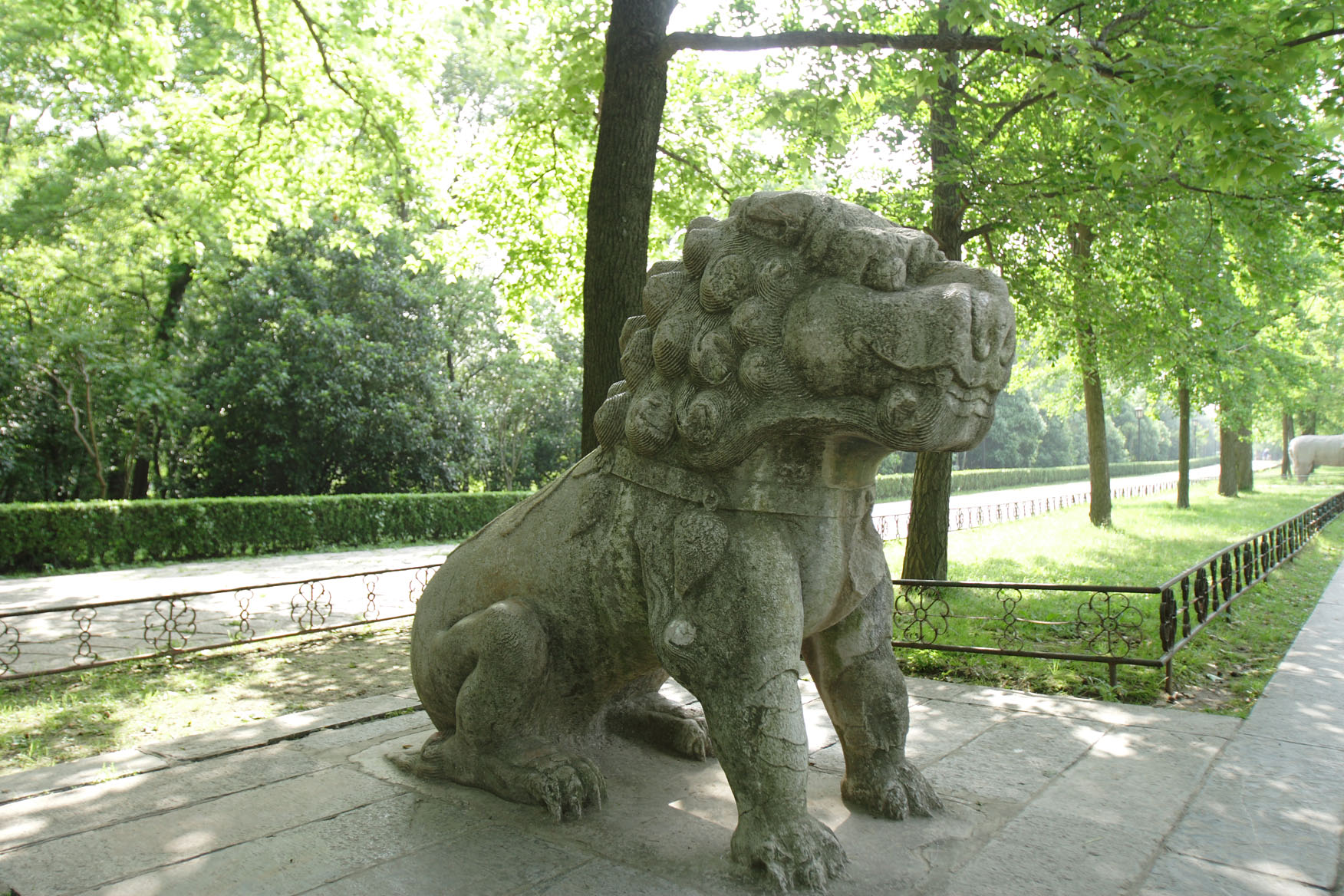
돌사자
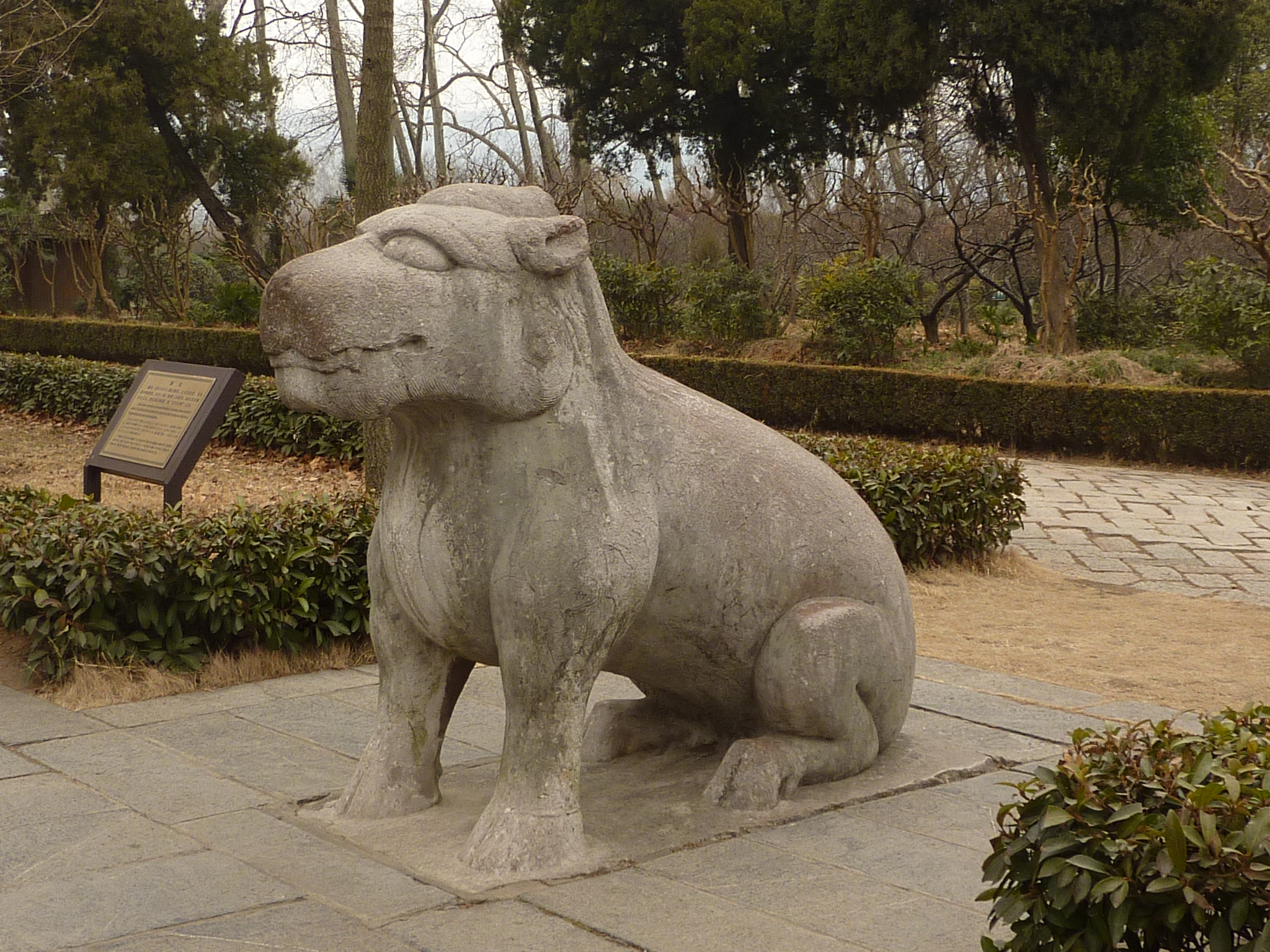
석상로의 해태
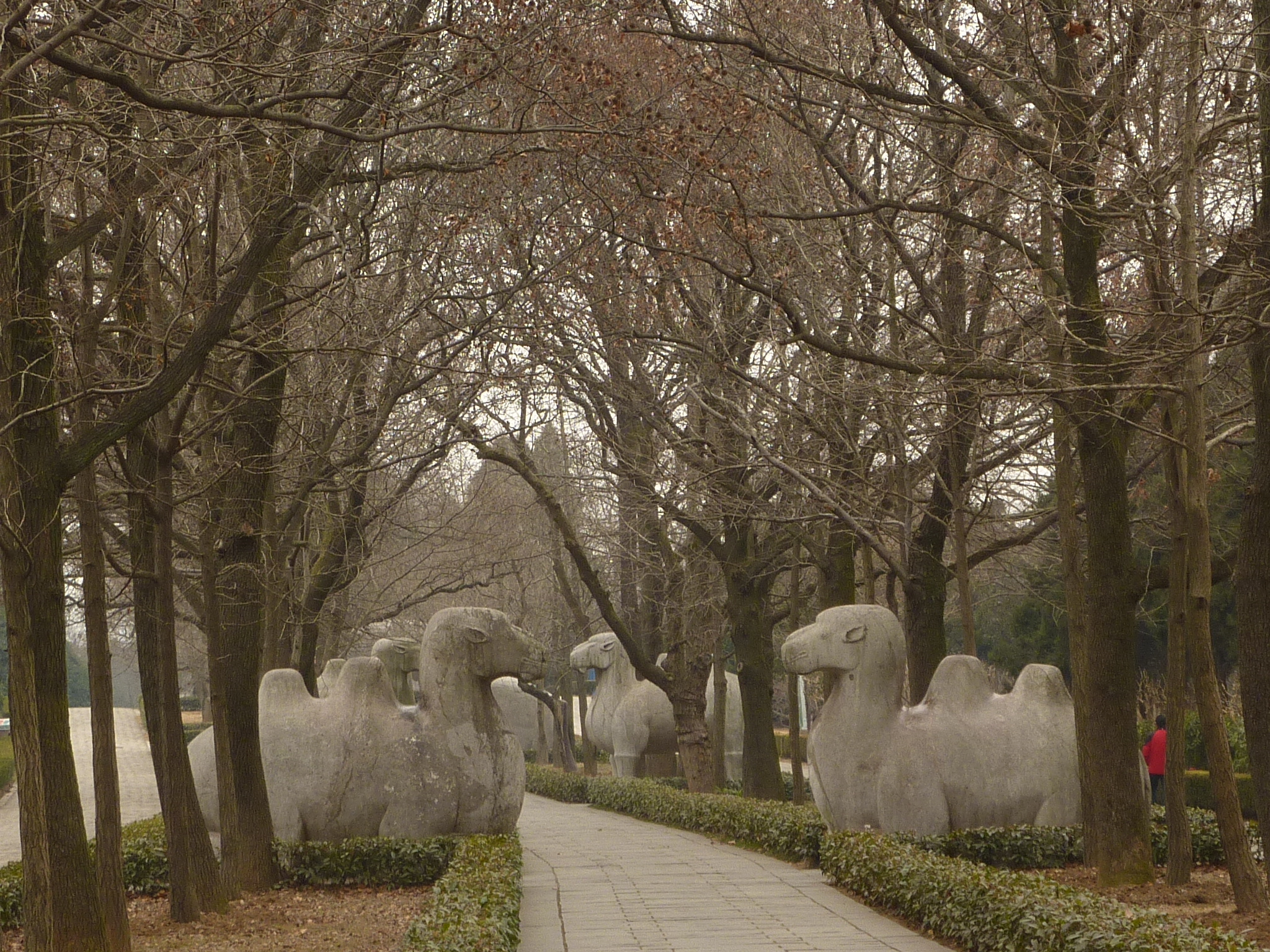
석상로를 따라 늘어선 낙타
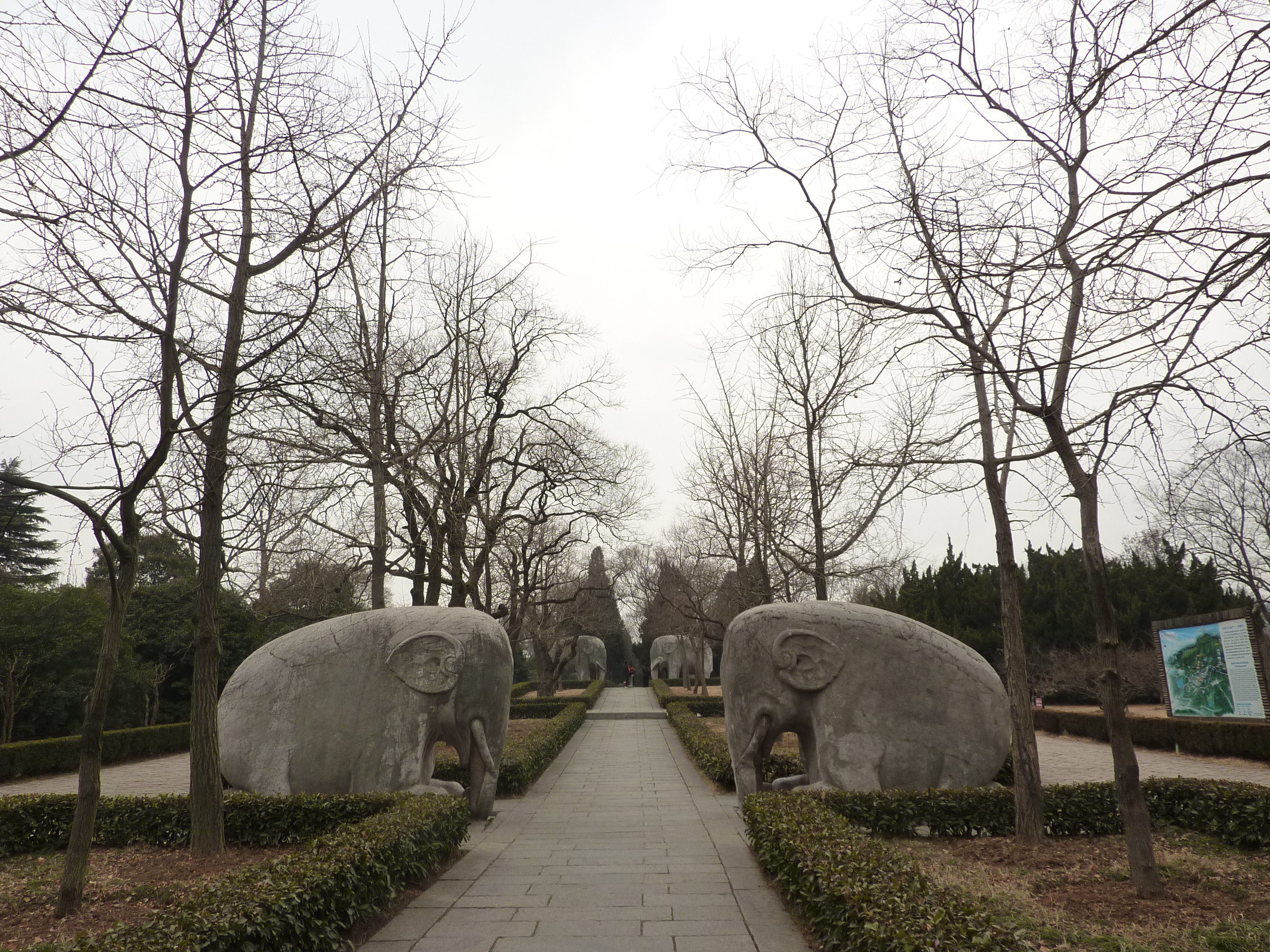
석상로
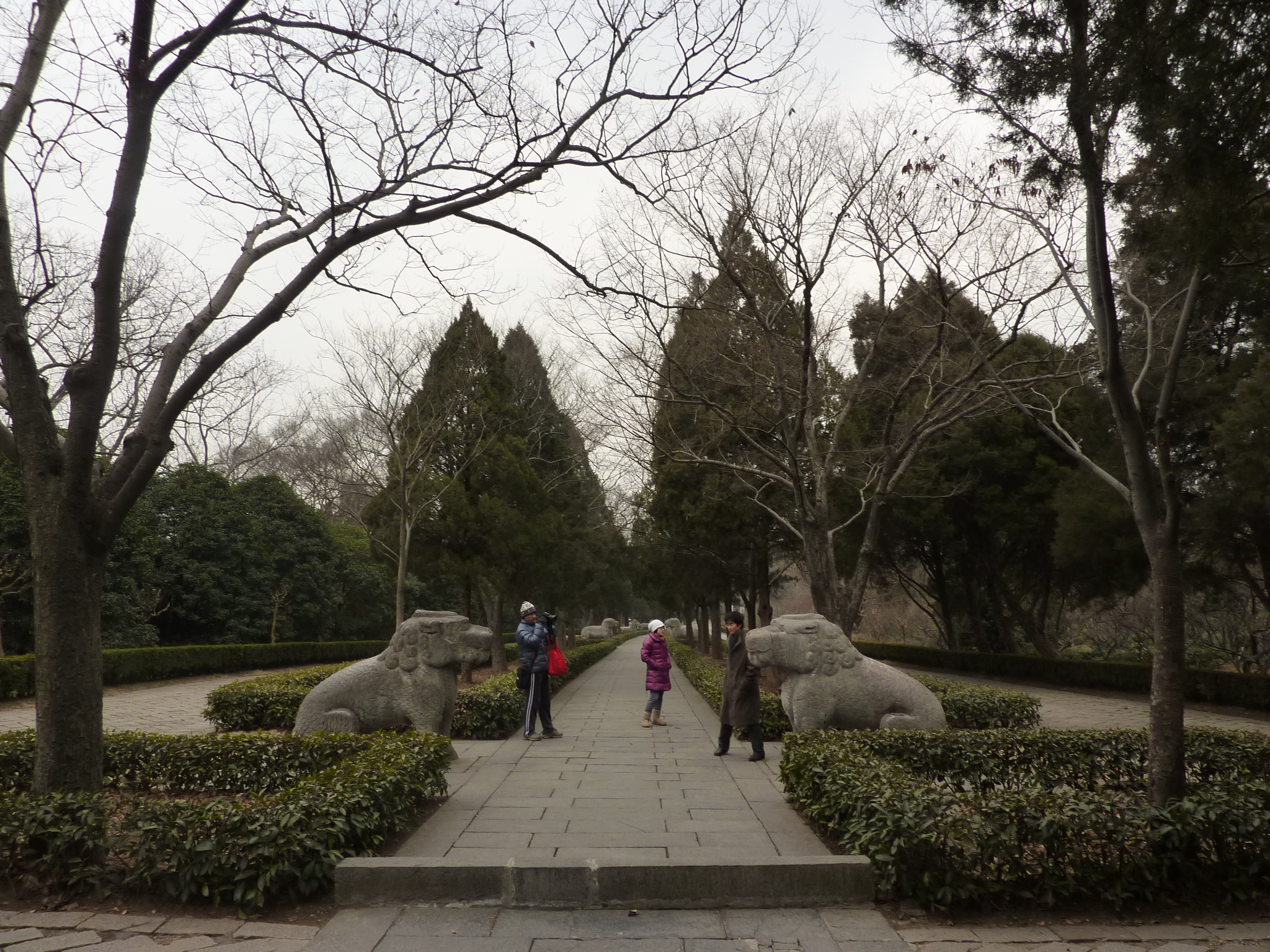
석상로의 기린
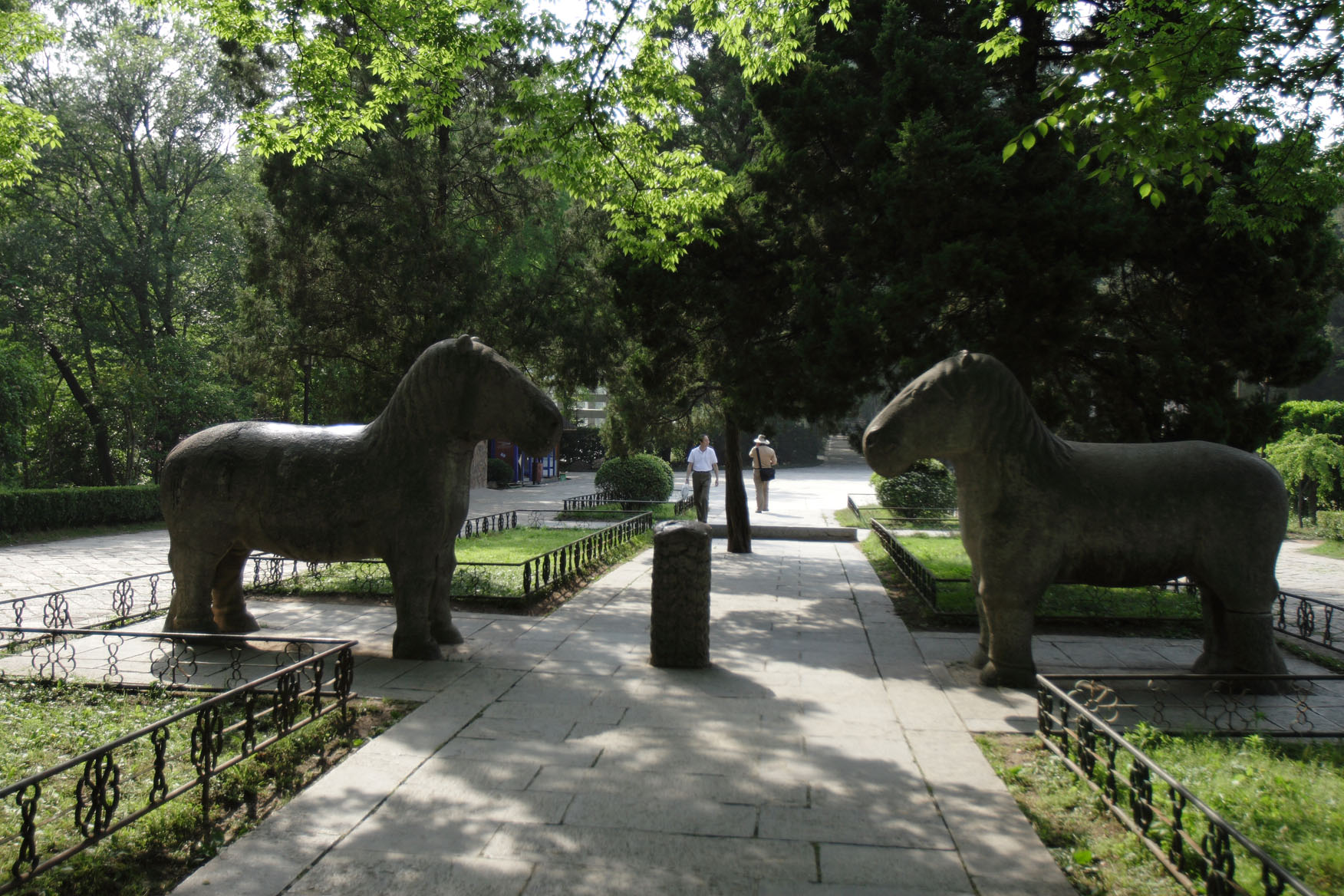
석상로의 말
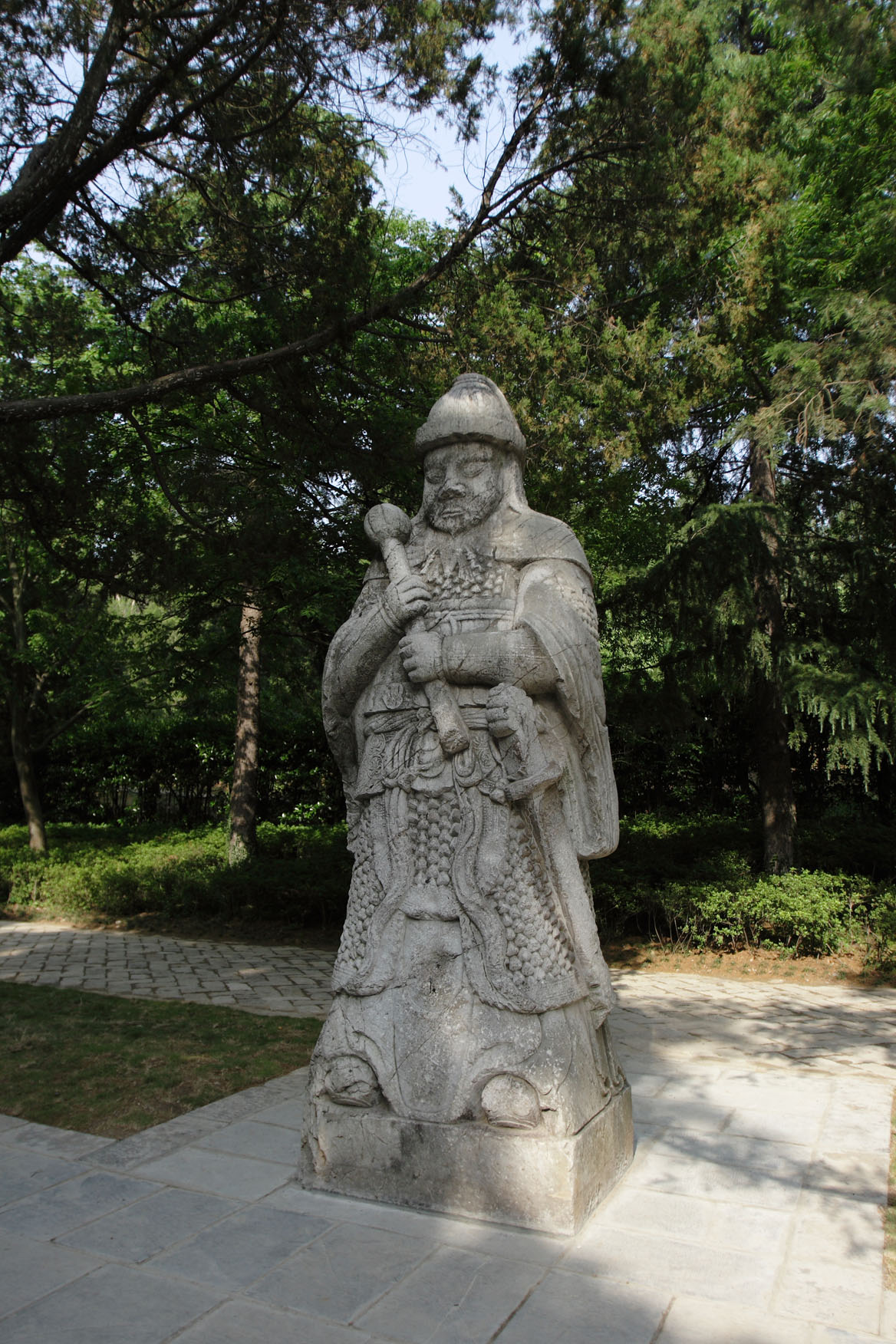
장군상
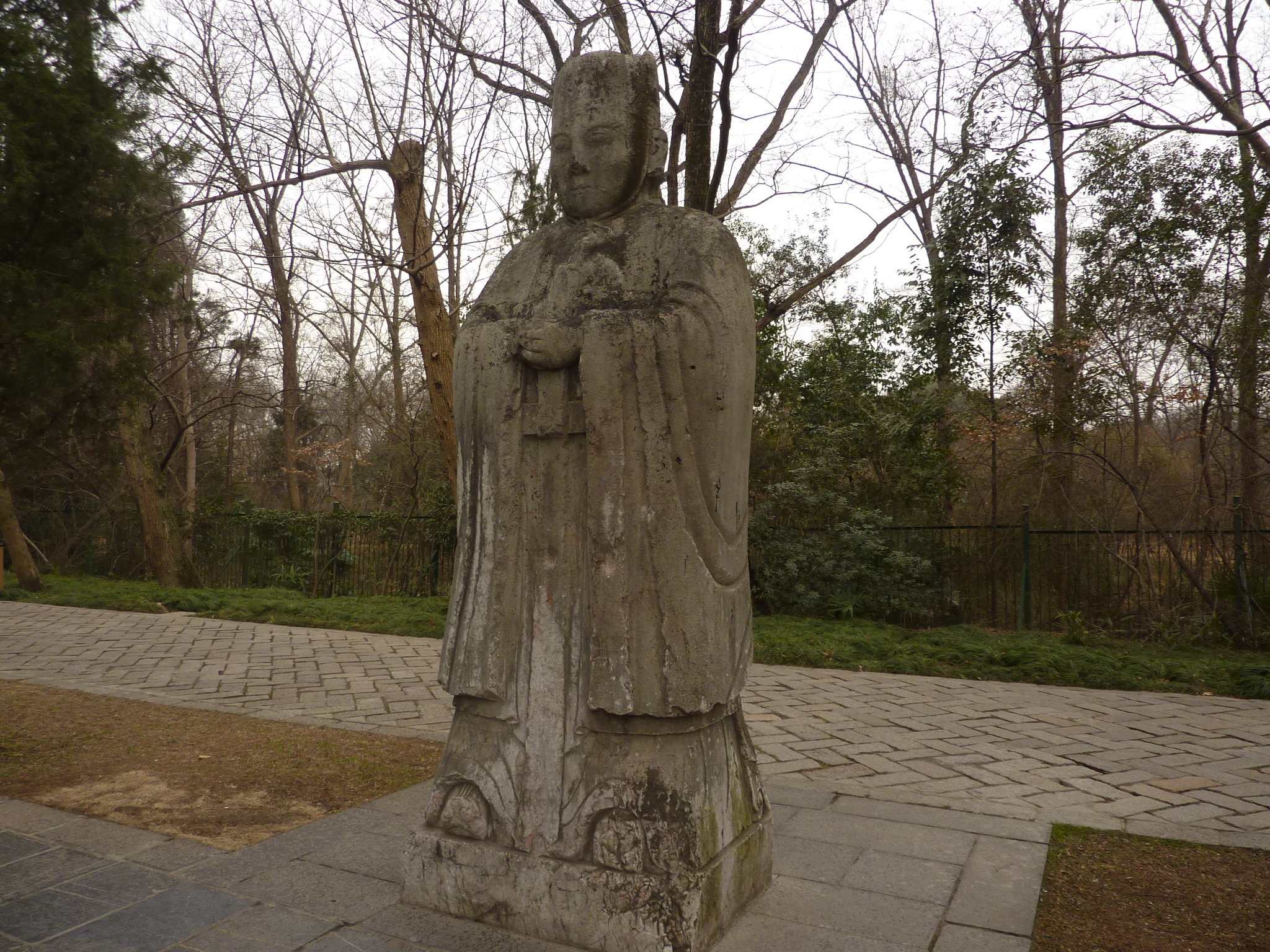
문신상
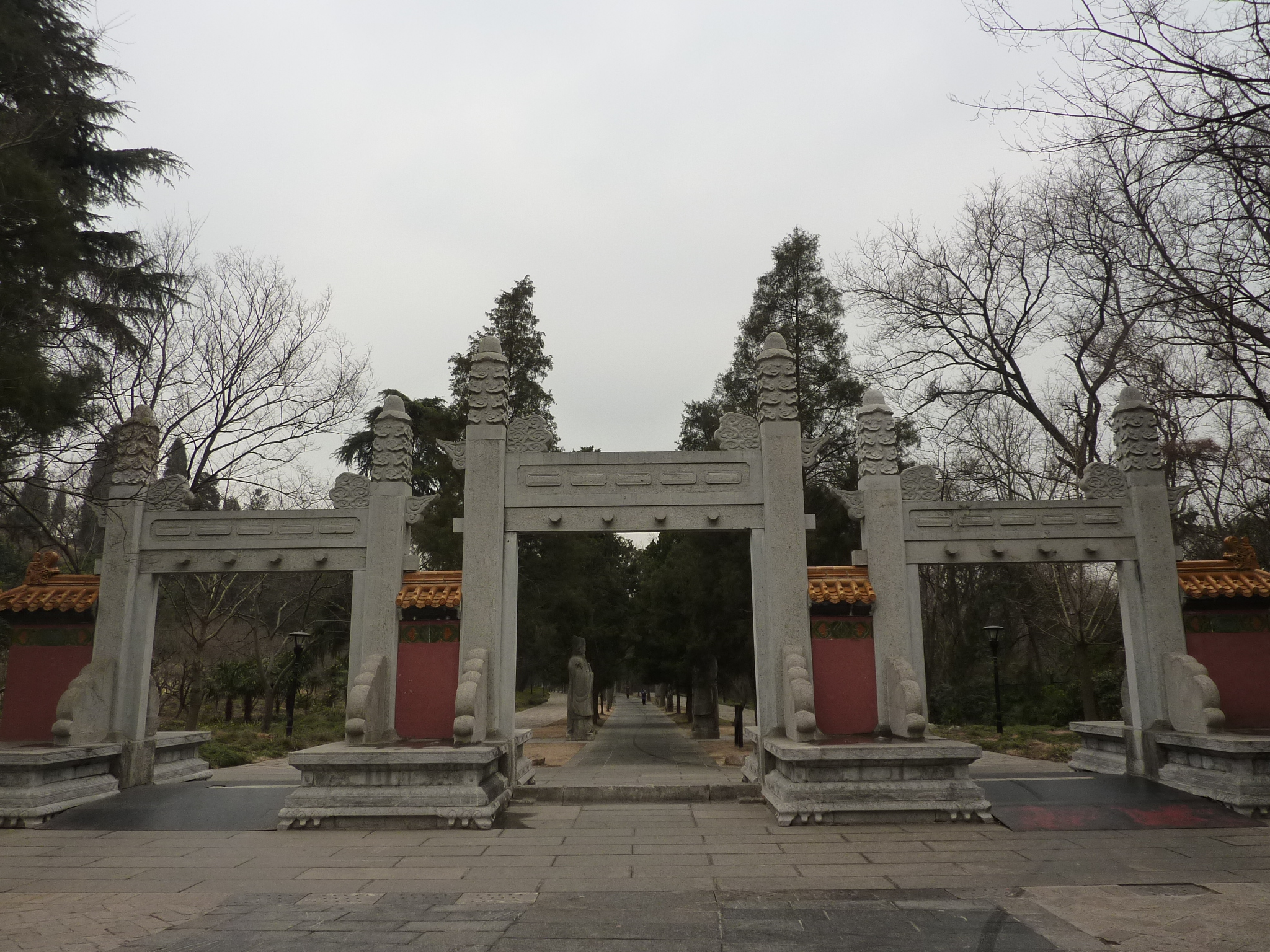
영성문
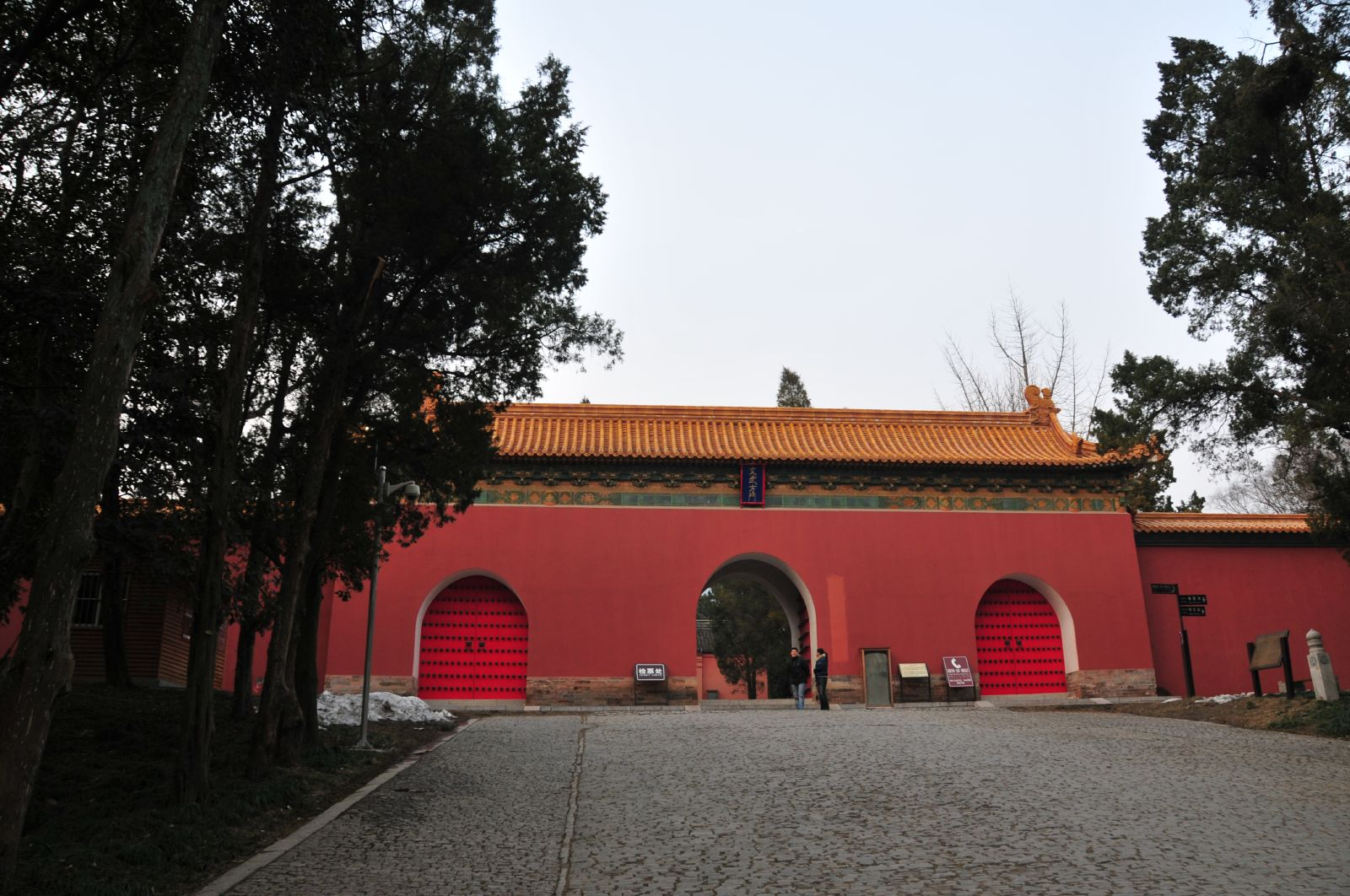
문무방문 文武方门
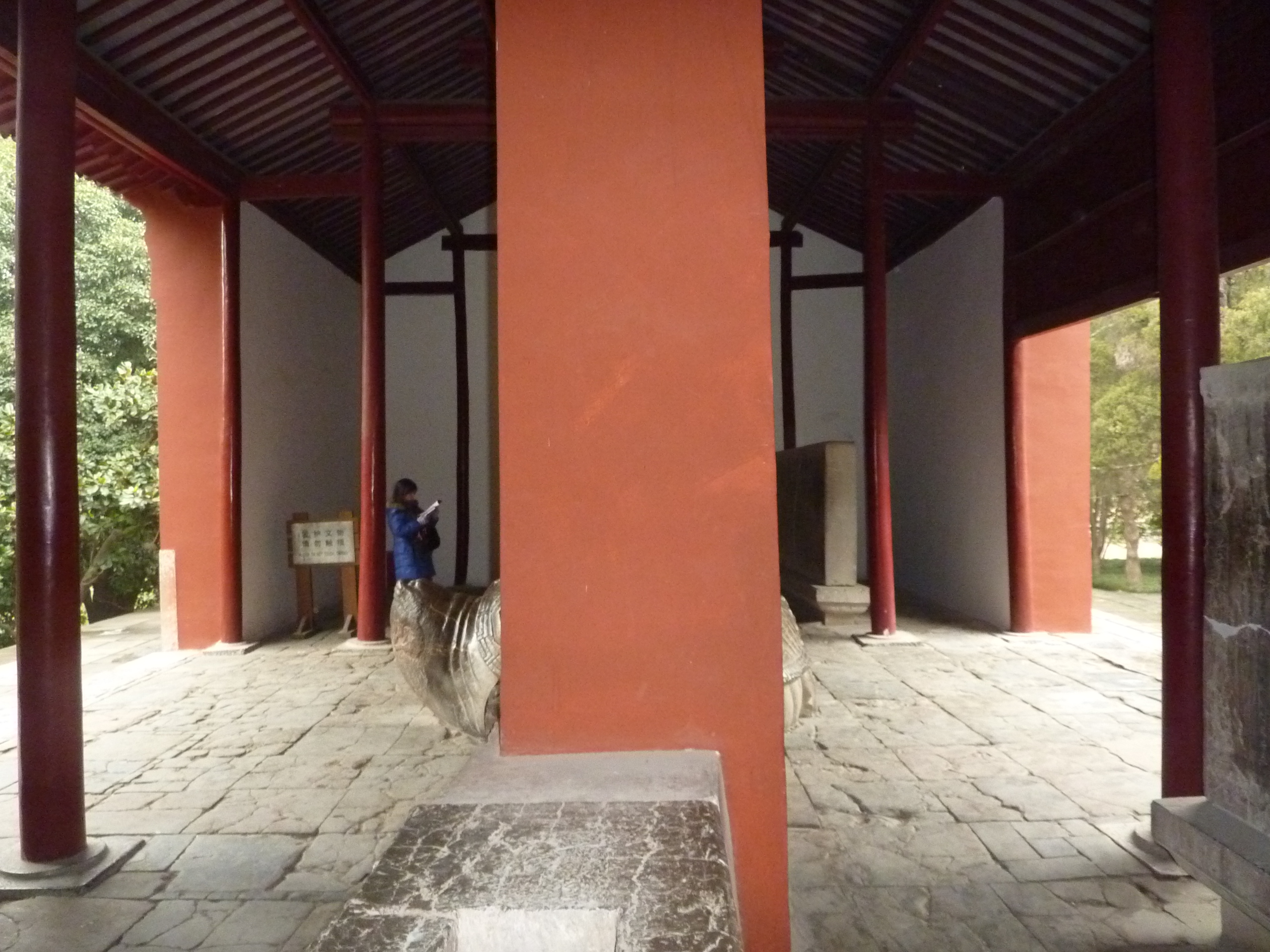
문무방문
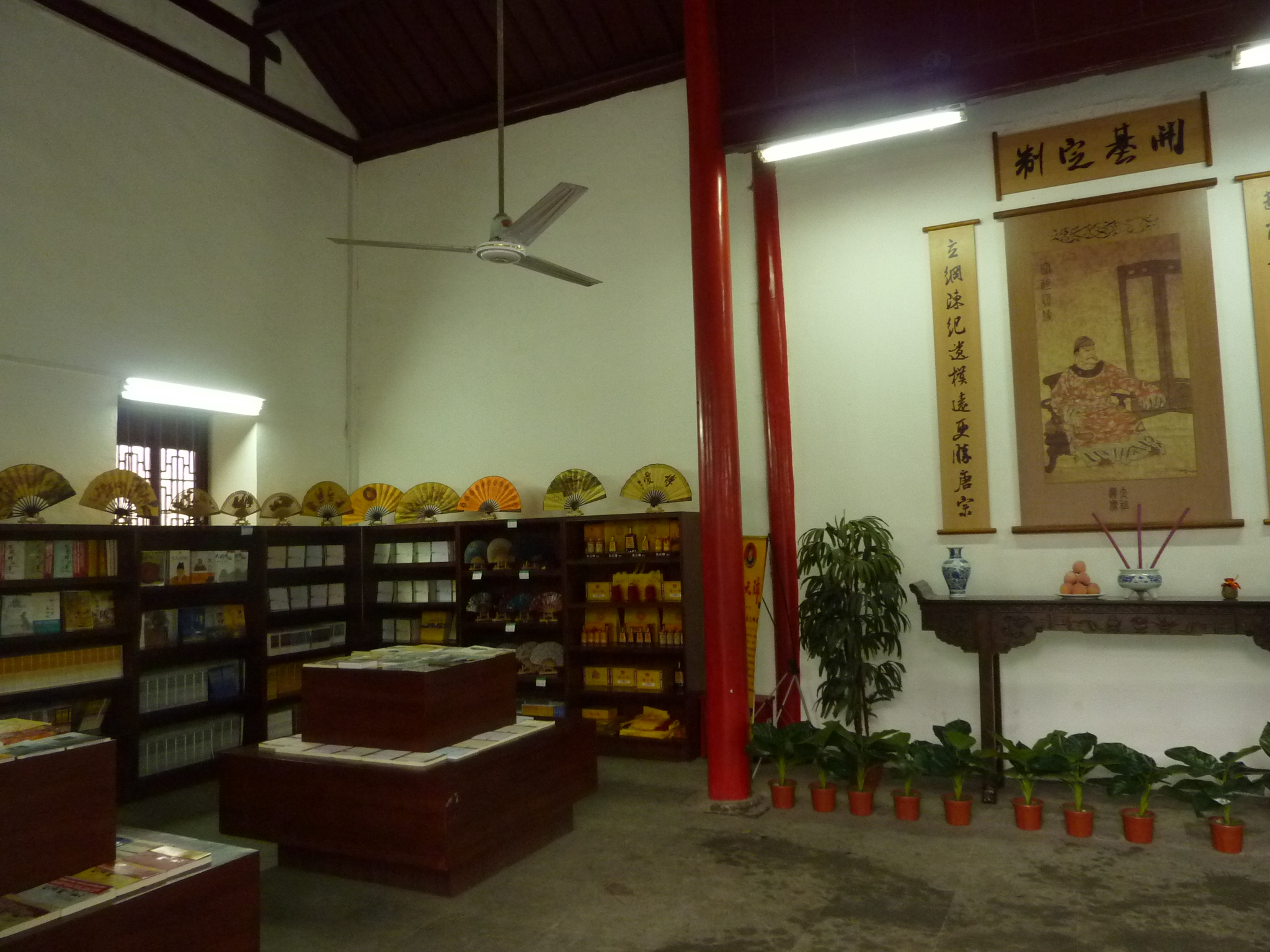
즉향전 即享殿 내부
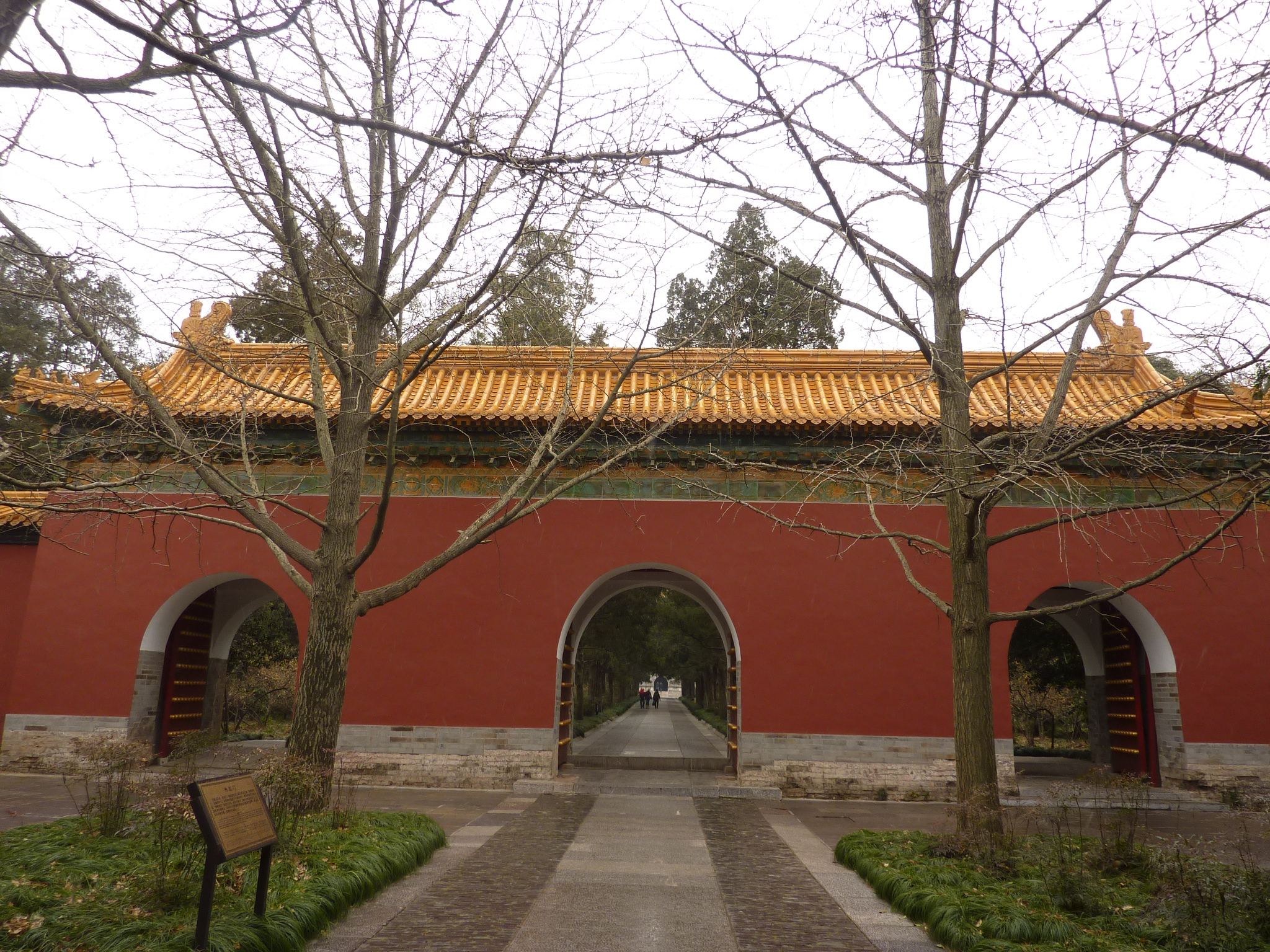
내홍문 内红门
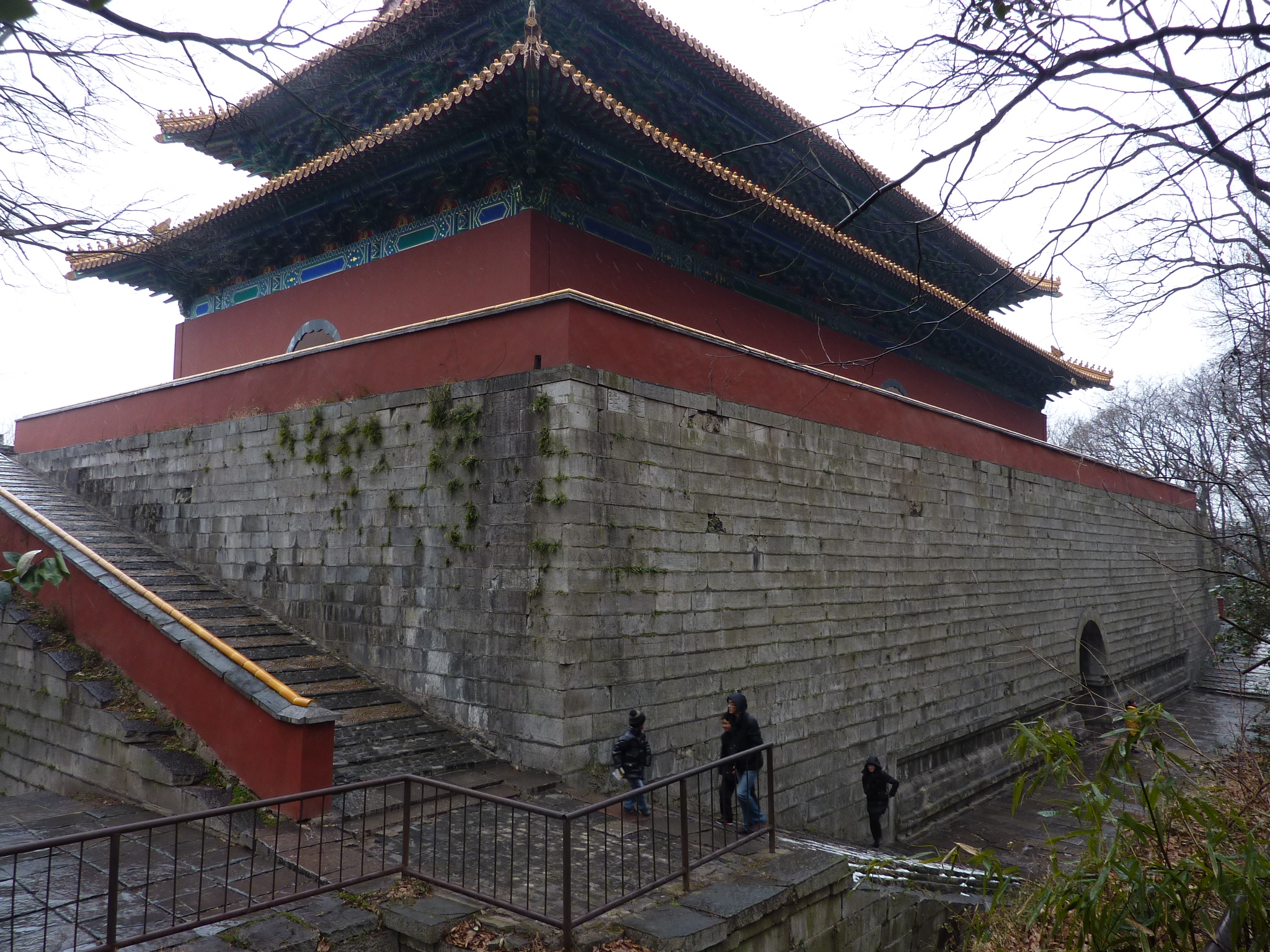
명루
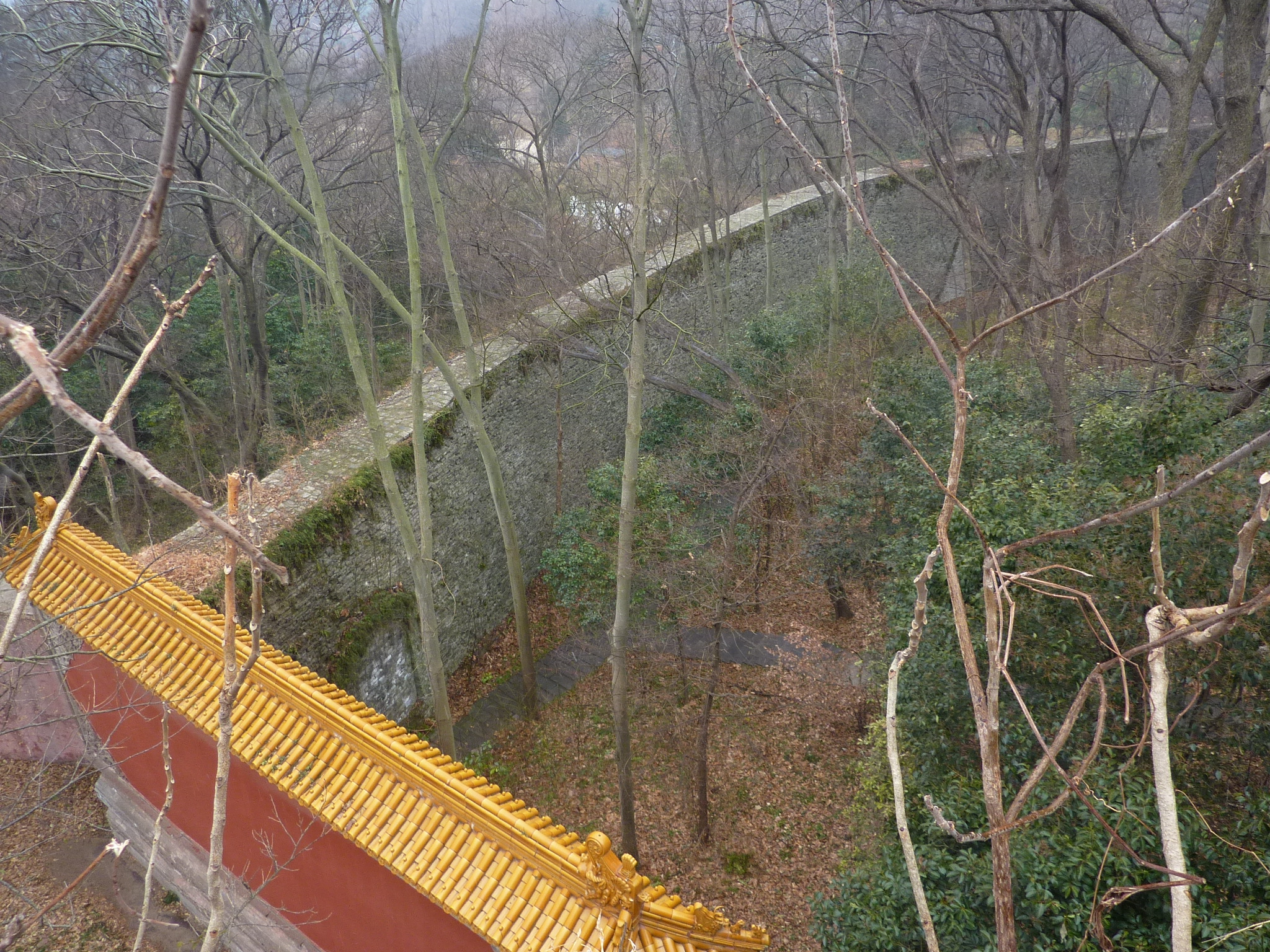
명루
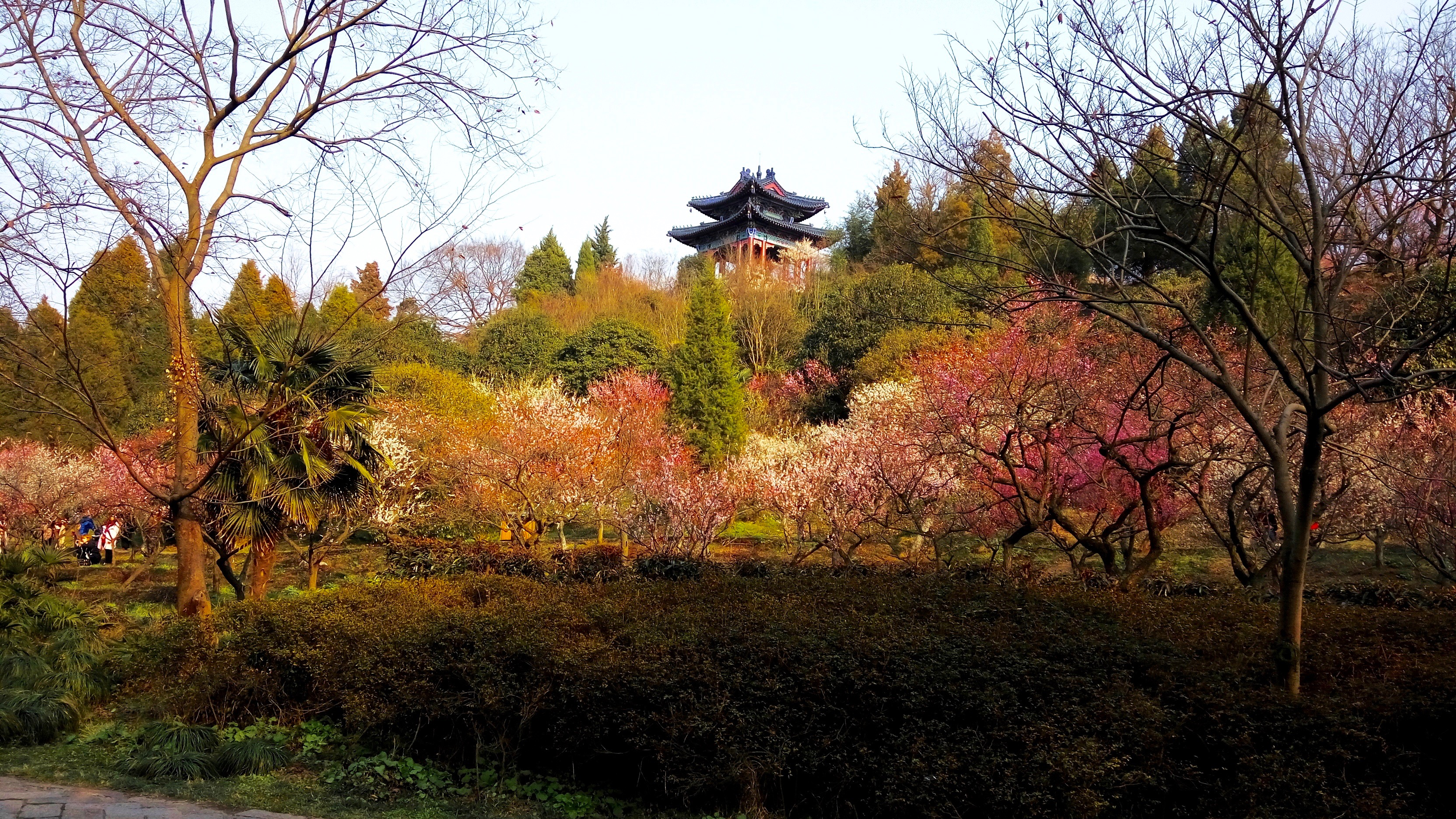
난징 매화 축제